# Iván Pedroso
Iván Lázaro Pedroso Soler (L'Avana, 17 dicembre 1972) è un ex lunghista cubano, campione olimpico a Sydney 2000 e 4 volte campione mondiale.

## Biografia
Nel luglio del 1990 a soli 17 anni, Pedroso saltò più di 8 metri per la prima volta. Nonostante rivali del calibro di Carl Lewis, Mike Powell e altri, riuscì a vincere diverse medaglie d'oro nel corso degli anni novanta. Quando Powell e Lewis si ritirarono, il dominio di Pedroso divenne ancora più schiacciante.
Al Sestriere nel 1995 saltò 8,96 metri con un vento misurato in +1,2 m/s, ottenendo il record mondiale e battendo il precedente primato di Powell di un solo centimetro. Ciononostante la Federazione Italiana di Atletica Leggera non inviò il risultato alla IAAF per l'omologazione in quanto la misurazione del vento fu dichiarata non valida dal momento che un tecnico, Luciano Gemello, si era posizionato di fronte ad un anemometro, disturbando la reale misurazione del vento.
Ottenne il 4º posto ai Giochi olimpici di Barcellona 1992 e solo il 12º ad Atlanta 1996 a causa di problemi fisici.
In ogni caso Pedroso ottenne la sua rivincita ai Giochi olimpici di Sydney 2000, dove vinse il suo primo ed unico oro olimpico all'ultimo salto, in una delle gare più spettacolari di sempre. Ad Atene 2004 finì al 7º posto.
La carriera di Pedroso si concluse ufficialmente il 26 settembre 2007, quando egli stesso annunciò il suo ritiro.
Pedroso è cugino dell'ostacolista cubana naturalizzata spagnola Aliuska López.

## Record nazionali

### Seniores
- Salto in lungo: 8,71 m ( Salamanca, 18 luglio 1995)
- Salto in lungo indoor: 8,62 m ( Maebashi, 7 marzo 1999)

## Progressione

### Salto in lungo
| Stagione | Risultato | Luogo          | Data      | Rank. Mond. |
| -------- | --------- | -------------- | --------- | ----------- |
| 2007     | 8,15 m    | L'Avana        | 15-6-2007 | 28º         |
| 2006     | 8,15 m    | Salamanca      | 5-7-2006  | 26º         |
| 2005     | 8,22 m    | Fort-de-France | 30-4-2005 | 12º         |
| 2004     | 8,23 m    | Atene          | 26-8-2004 | 16º         |
| 2003     | 8,31 m    | Padova         | 6-7-2003  | 7º          |
| 2002     | 8,30 m    | Padova         | 1-9-2002  | 4º          |
| 2001     | 8,40 m    | Edmonton       | 11-8-2001 | 2º          |
| 2000     | 8,65 m    | Jena           | 3-6-2000  | 1º          |
| 1999     | 8,60 m    | Padova         | 26-6-1999 | 1º          |
| 1998     | 8,54 m    | Uniondale      | 20-7-1998 | 2º          |
| 1997     | 8,63 m    | Padova         | 8-6-1997  | 1º          |
| 1996     | 8,32 m    | Camagüey       | 19-1-1996 | 11º         |
| 1995     | 8,71 m    | Salamanca      | 18-7-1995 | 1º          |
| 1994     | 8,16 m    | La Canea       | 5-6-1994  |             |
| 1993     | 8,49 m    | L'Avana        | 23-5-1993 | 3º          |
| 1992     | 8,53 m    | Siviglia       | 17-7-1992 | 3º          |
| 1991     | 8,22 m    | Santiago       | 3-5-1991  | 13º         |
| 1990     | 8,06 m    | Orlando        | 20-7-1990 | 38º         |
| 1989     | 7,43 m    |                | 1-1-1989  |             |
| 1988     | 7,43 m    |                | 1-1-1988  |             |

### Salto in lungo indoor
| Stagione | Risultato | Luogo      | Data      | Rank. Mond. |
| -------- | --------- | ---------- | --------- | ----------- |
| 2007     | 7,91 m    | Aubière    | 9-2-2007  | 29º         |
| 2006     | 7,27 m    | Mosca      | 10-3-2006 | 453º        |
| 2004     | 8,09 m    | Budapest   | 6-3-2004  | 14º         |
| 2002     | 8,03 m    | Stoccarda  | 3-2-2002  | 13º         |
| 2001     | 8,43 m    | Lisbona    | 11-3-2001 | 1º          |
| 2000     | 8,40 m    | Il Pireo   | 9-2-2000  | 1º          |
| 1999     | 8,62 m    | Maebashi   | 7-3-1999  | 1º          |
| 1998     | 8,29 m    | Erfurt     | 4-2-1998  | 1º          |
| 1997     | 8,60 m    | Liévin     | 16-2-1997 | 1º          |
| 1996     | 8,46 m    | Liévin     | 18-2-1996 | 1º          |
| 1995     | 8,51 m    | Barcellona | 11-3-1995 | 1º          |
| 1994     | 8,26 m    | Il Pireo   | 28-2-1994 |             |
| 1993     | 8,23 m    | Toronto    | 17-2-1993 | 3º          |

## Palmarès
| Anno | Manifestazione      | Sede           | Evento         | Risultato      | Prestazione | Note                                     |
| ---- | ------------------- | -------------- | -------------- | -------------- | ----------- | ---------------------------------------- |
| 1990 | Mondiali juniores   | Plovdiv        | Salto in lungo | 4º             | 7,81 m      |                                          |
| 1991 | Giochi panamericani | L'Avana        | Salto in lungo | Bronzo         | 7,96 m      |                                          |
| 1992 | Giochi olimpici     | Barcellona     | Salto in lungo | 4º             | 8,11 m      |                                          |
| 1993 | Mondiali indoor     | Toronto        | Salto in lungo | Oro            | 8,23 m      |                                          |
| 1993 | Mondiali            | Stoccarda      | Salto in lungo | Finale         | nm          |                                          |
| 1995 | Mondiali indoor     | Barcellona     | Salto in lungo | Oro            | 8,51 m      | Record dei campionati                    |
| 1995 | Giochi panamericani | Mar del Plata  | Salto in lungo | Oro            | 8,50 m      |                                          |
| 1995 | Mondiali            | Göteborg       | Salto in lungo | Oro            | 8,70 m      |                                          |
| 1996 | Giochi olimpici     | Atlanta        | Salto in lungo | 12º            | 7,75 m      |                                          |
| 1997 | Mondiali indoor     | Parigi         | Salto in lungo | Oro            | 8,51 m      | Record dei campionati                    |
| 1997 | Campionati CAC      | San Juan       | Salto in lungo | Oro            | 8,54 m      |                                          |
| 1997 | Mondiali            | Atene          | Salto in lungo | Oro            | 8,42 m      | Miglior prestazione personale stagionale |
| 1997 | Universiadi         | Sicilia        | Salto in lungo | Oro            | 8,40 m      | Record dei campionati                    |
| 1998 | Giochi CAC          | Maracaibo      | Salto in lungo | Oro            | 8,45 m      |                                          |
| 1999 | Mondiali indoor     | Maebashi       | Salto in lungo | Oro            | 8,62 m      | Record dei campionati                    |
| 1999 | Giochi panamericani | Winnipeg       | Salto in lungo | Oro            | 8,52 m      |                                          |
| 1999 | Mondiali            | Siviglia       | Salto in lungo | Oro            | 8,56 m      |                                          |
| 2000 | Giochi olimpici     | Sydney         | Salto in lungo | Oro            | 8,55 m      |                                          |
| 2001 | Mondiali indoor     | Lisbona        | Salto in lungo | Oro            | 8,43 m      |                                          |
| 2001 | Mondiali            | Edmonton       | Salto in lungo | Oro            | 8,40 m      |                                          |
| 2003 | Giochi panamericani | Santo Domingo  | Salto in lungo | Oro            | 8,23 m      |                                          |
| 2003 | Mondiali            | Saint-Denis    | Salto in lungo | Qualificazione | nm          |                                          |
| 2004 | Mondiali indoor     | Budapest       | Salto in lungo | 8º             | 8,09 m      |                                          |
| 2004 | Giochi olimpici     | Atene          | Salto in lungo | 7º             | 8,23 m      |                                          |
| 2005 | Mondiali            | Helsinki       | Salto in lungo | Qualificazione | nm          |                                          |
| 2006 | Mondiali indoor     | Mosca          | Salto in lungo | 16º            | 7,27 m      |                                          |
| 2006 | Giochi CAC          | Cartagena      | Salto in lungo | Argento        | 7,92 m      |                                          |
| 2007 | Giochi panamericani | Rio de Janeiro | Salto in lungo | 4º             | 7,86 m      |                                          |

## Altre competizioni internazionali
1992
- Oro in Coppa del mondo ( L'Avana), salto in lungo - 7,97 m

1995
- Oro alla Grand Prix Final ( Monaco), salto in lungo - 8,49 m

1997
- Oro alla Grand Prix Final ( Fukuoka), salto in lungo - 8,53 m

1998
- Oro in Coppa del mondo ( Johannesburg), salto in lungo - 8,37 m

1999
- Oro alla Grand Prix Final ( Monaco di Baviera), salto in lungo - 8,43 m

2001
- 6º alla Grand Prix Final ( Melbourne), salto in lungo - 7,83 m

2002
- Argento in Coppa del mondo ( Madrid), salto in lungo - 8,19 m